# Amedeo De Rege Thesauro
Amedeo Francesco Maria Stefano Giuseppe de Rege Thesauro dei conti di Donato e di San Raffaele (Brescia, 10 maggio 1903 – Malca Guba, 2 febbraio 1936) è stato un militare italiano, insignito della medaglia d'oro al valor militare alla memoria nel corso della guerra d'Etiopia.

## Biografia
Nacque a Brescia il 10 maggio 1903, figlio del conte Carlo, militare di carriera, e di Laura Avogadro dei conti di Quinto, all'interno di una nobile famiglia piemontese ricca di tradizioni militari. Dopo aver conseguito la licenza liceale e frequentato il primo anno di giurisprudenza presso l'università di Torino, fu arruolato nel Regio Esercito iniziando a frequentare la Scuola allievi ufficiali di complemento. Terminato il servizio di prima nomina prestato come sottotenente di complemento dell'arma di cavalleria, veniva ammesso a frequentare il 2º corso reclutamento per ufficiali in servizio permanente effettivo presso la Regia Accademia Militare di Fanteria e Cavalleria di Modena, uscendone nel novembre 1926 con il grado di tenente assegnato al Reggimento "Nizza Cavalleria" (1º). Trasferito nel 1928 al Regio corpo truppe coloniali d'Eritrea trascorse in colonia oltre cinque anni e nel 1930, fece parte della Missione italiana che partecipò alla cerimonia per l'incoronazione dell'Imperatore d'Etiopia Haile Selassie. Con il motivo di accompagnare dei quadrupedi acquistati per conto del suo squadrone indigeni rientrava nella Colonia per via ordinaria e raccoglieva preziose notizie politico-militari sull'Abissinia. Ritornato in Italia e promosso capitano nel 1933, con l'approssimarsi dell'inizio della guerra d'Etiopia partì per la Somalia italiana con il III Gruppo squadroni mitraglieri del Reggimento "Lancieri di Aosta" (6º) mobilitato e il 5 agosto 1935 sbarcò a Mogadiscio. Partecipò alle operazioni belliche sul fronte meridionale, e il 2 febbraio 1936 assunse volontariamente il comando di uno squadrone che scortava il generale Annibale Bergonzoli in ricognizione lungo il Dana e avvistato un forte nucleo di nemici su una collina partiva all'attacco. Cadde nel corso del successivo combattimento,  e venne poi insignito della medaglia d'oro al valor militare alla memoria. Una via di Brescia, una di Vercelli, Quinto Vercellese e una di Albisola Superiore portano il suo nome.

### Annotazioni
1. ↑  Il generale Rodolfo Graziani segnalò al Ministero delle colonie la perdita del capitano de Rege, con il seguente telegramma: Due corrente mese, di ritorno da una ricognizione eseguita sulla destra Daua, comandante colonna avvistata in una collina, a 9 Km. da Malca Guba, nuclei abissini, disponeva che Cap. de Rege, il quale volontariamente aveva assunto il comando compagnia scorta, attacca nemico. Compianto capitano, nel dirigere attacco avvolgente contro avversario, arditamente portavasi testa reparti dipendenti, precedente tutti. In questo momento veniva fatto segno a colpi di fucile di armati nemici, che, bene occultati, erano rimasti spalle nostre.

### Fonti
1. 1 2 3 4 5 6 7  Combattenti Liberazione.
2. 1 2 3  Gruppo Medaglie d'Oro al Valor Militare 1965, p. 147.
3. 1 2  Enciclopedia Bresciana.
4. ↑   Medaglia d'oro al valor militare De Rege Thesauro, Amedeo, su quirinale.it, Quirinale. URL consultato l'11 luglio 2021.
5. ↑  Gazzetta Ufficiale del Regno d'Italia n.43 del 21 febbraio 1936, pag.482.